# Ribes turbinatum
Ribes turbinatum är en ripsväxtart som beskrevs av Pojarkova. Ribes turbinatum ingår i släktet ripsar, och familjen ripsväxter. Inga underarter finns listade i Catalogue of Life.